# Campionati europei di atletica leggera 2022 - Staffetta 4×100 metri maschile
La specialità della staffetta 4×100 metri maschile dei campionati europei di atletica leggera 2022 si svolge tra il 19 e il 21 agosto all'Olympiastadion di Monaco di Baviera, in Germania.

## Podio
| Pos.    | Nazione       | Atleti                                                                   | Tempo | Note                                     |
| ------- | ------------- | ------------------------------------------------------------------------ | ----- | ---------------------------------------- |
| Oro     | Gran Bretagna | Jeremiah Azu, Zharnel Hughes, Jona Efoloko, Nethaneel Mitchell-Blake     | 37"67 | Record dei campionati                    |
| Argento | Francia       | Méba-Mickaël Zeze, Pablo Matéo, Ryan Zeze, Jimmy Vicaut                  | 37"94 | Miglior prestazione personale stagionale |
| Bronzo  | Polonia       | Adrian Brzeziński, Przemysław Słowikowski, Patryk Wykrota, Dominik Kopeć | 38"15 | Record nazionale                         |

## Situazione pre-gara

### Record
Prima di questa competizione, il record del mondo (RM), il record europeo (EU) e il record dei campionati (RC) erano i seguenti.
| Record                | Tempo | Nazione                                                                            | Data                                  | Competizione   |
| --------------------- | ----- | ---------------------------------------------------------------------------------- | ------------------------------------- | -------------- |
| Record mondiale       | 36"84 | Giamaica (Nesta Carter, Michael Frater, Yohan Blake, Usain Bolt]                   | 11 agosto 2012 Londra, Regno Unito    | Olimpiadi 2012 |
| Record europeo        | 37"36 | Regno Unito (Adam Gemili, Zharnel Hughes, Richard Kilty, Nethaneel Mitchell-Blake) | 5 ottobre 2019 Doha, Qatar            | Mondiali 2019  |
| Record dei campionati | 37"79 | Francia (Max Morinière, Daniel Sangouma, Jean-Charles Trouabal, Bruno Marie-Rose)  | 1º settembre 1990 Spalato, Jugoslavia | Europei 1990   |

### Squadra campione in carica
La squadra dei campioni europei in carica è:
| Campione | Nazione                                                                            | Tempo | Data                             | Competizione |
| -------- | ---------------------------------------------------------------------------------- | ----- | -------------------------------- | ------------ |
| Europeo  | Gran Bretagna (Chijindu Ujah, Zharnel Hughes, Adam Gemili, Harry Aikines-Aryeetey) | 37"80 | 12 agosto 2018 Berlino, Germania | Europei 2018 |

### La stagione
Prima di questa gara, le squadre europee con le migliori tre prestazioni dell'anno erano:
| Pos. | Nazione                                                                               | Tempo | Data                                         |
| ---- | ------------------------------------------------------------------------------------- | ----- | -------------------------------------------- |
| 1    | Gran Bretagna (Jona Efoloko, Zharnel Hughes, Nethaneel Mitchell-Blake, Reece Prescod) | 37"83 | 23 luglio 2022 Eugene, Stati Uniti d'America |
| 3    | Francia (Méba-Mickaël Zeze, Pablo Mateo, Ryan Zeze, Jimmy Vicaut)                     | 38"09 | 22 luglio 2022 Eugene, Stati Uniti d'America |
| 2    | Germania (Kevin Kranz, Joshua Hartmann, Owen Ansah, Lucas Ansah-Peprah)               | 37"99 | 3 giugno 2022 Ratisbona, Germania            |

## Risultati

### Batterie
Le batterie si sono corse a partire dalle 10:00 del 19 agosto. Le primi 3 di ogni batteria (Q) e i 2 migliori tempi tra le escluse (q) si qualificano alla finale.

#### Batteria 1
| Posizione | Corsia | Nazione       | Atleti                                                                             | Tempo | Note                                     |
| --------- | ------ | ------------- | ---------------------------------------------------------------------------------- | ----- | ---------------------------------------- |
| 1         | 5      | Gran Bretagna | Jeremiah Azu, Harry Aikines-Aryeetey, Jona Efoloko, Tommy Ramdhan                  | 38"41 | Q                                        |
| 2         | 1      | Paesi Bassi   | Elvis Afrifa, Taymir Burnet, Joris van Gool, Raphael Bouju                         | 38"83 | Q                                        |
| 3         | 7      | Svizzera      | Pascal Mancini, Bradley Lestrade, Felix Svensson, William Reais                    | 39"03 | Q,                                       |
| 4         | 4      | Grecia        | Konstadínos Zikos, Theodoros Vrontinos, Panayiótis Trivizás, Ioannis Nyfantopoulos | 39"11 |                                          |
| 5         | 6      | Spagna        | Alberto Calero, Pablo Montalvo, Jesús Gómez, Sergio López                          | 39"14 |                                          |
| 6         | 3      | Rep. Ceca     | Zdeněk Stromšík, Jiří Polák, Jan Jirka, David Kolár                                | 39"41 |                                          |
| 7         | 8      | Ucraina       | Serhiy Smelyk, Stanislav Kovalenko, Kyrylo Prykhodko, Andrii Vasyliev              | 39"62 | Miglior prestazione personale stagionale |
| -         | 2      | Irlanda       | Israel Olatunde, Mark Smyth, Colin Doyle, Joseph Ojewumi                           | dnf   |                                          |

#### Batteria 2
| Posizione | Corsia | Nazione   | Atleti                                                                                  | Tempo | Note    |
| --------- | ------ | --------- | --------------------------------------------------------------------------------------- | ----- | ------- |
| 1         | 7      | Germania  | Kevin Kranz, Joshua Hartmann, Owen Ansah, Lucas Ansah-Peprah                            | 37"97 | Q,      |
| 2         | 6      | Francia   | Méba-Mickaël Zeze, Pablo Mateo, Ryan Zeze, Jimmy Vicaut                                 | 38"17 | Q       |
| 3         | 4      | Polonia   | Dominik Kopeć, Przemysław Słowikowski, Pol Wykrota, Mateusz Siuda                       | 38"60 | Q,      |
| 4         | 5      | Belgio    | Robin Vanderbemden, Ward Merckx, Simon Verherstraeten, Kobe Vleminckx                   | 38"73 | q,      |
| 5         | 1      | Italia    | Lorenzo Patta, Hillary Wanderson Polanco Rijo, Matteo Melluzzo, Chituru Ali             | 39"02 |         |
| 6         | 2      | Finlandia | Santeri Örn, Samuli Samuelsson, Oskari Lehtonen, Samuel Purola                          | 39"37 |         |
| 7         | 3      | Turchia   | Emre Zafer Barnes, Jak Ali Harvey, Kayhan Özer, Ertan Özkan                             | 39"50 | [ E 1 ] |
| -         | 8      | Danimarca | Rasmus Thornbjerg Klausen, Frederik Schou-Nielsen, Tobias Larsen, Tazana Kamanga-Dyrbak | dnf   |         |

1. ↑  Il team tecnico della Turchia – dopo ufficiale reclamo per un disturbo nel primo cambio staffetta involontariamente provocato da parte della squadra della Finlandia – si sente danneggiata dal risultato complessivo. Gli arbitri concedono la ripetizione della propria gara. L'Italia si è opposta alla decisione di "ripartenza" degli arbitri, ma l'obiezione non è stata accolta.

#### Batteria 3
| Posizione | Corsia | Nazione | Atleti                                                      | Tempo | Note |
| --------- | ------ | ------- | ----------------------------------------------------------- | ----- | ---- |
| 1         | 3      | Turchia | Emre Zafer Barnes, Jak Ali Harvey, Kayhan Özer, Ertan Özkan | 38"98 | q    |

### Finale
La finale si è svolta alle ore 21:24 del 21 agosto.
| Posizione | Corsia | Nazione       | Atleti                                                                   | Tempo | Note                                     |
| --------- | ------ | ------------- | ------------------------------------------------------------------------ | ----- | ---------------------------------------- |
| Oro       | 4      | Gran Bretagna | Jeremiah Azu, Zharnel Hughes, Jona Efoloko, Nethaneel Mitchell-Blake     | 37"67 | Record dei campionati                    |
| Argento   | 6      | Francia       | Méba-Mickaël Zeze, Pablo Matéo, Ryan Zeze, Jimmy Vicaut                  | 37"94 | Miglior prestazione personale stagionale |
| Bronzo    | 8      | Polonia       | Adrian Brzeziński, Przemysław Słowikowski, Patryk Wykrota, Dominik Kopeć | 38"15 | Record nazionale                         |
| 4         | 3      | Paesi Bassi   | Elvis Afrifa, Taymir Burnet, Joris van Gool, Raphael Bouju               | 38"25 | Miglior prestazione personale stagionale |
| 5         | 7      | Svizzera      | Pascal Mancini, Bradley Lestrade, Felix Svensson, William Reais          | 38"36 | Record nazionale                         |
| 6         | 2      | Belgio        | Robin Vanderbemden, Ward Merckx, Jordan Paquot, Kobe Vleminckx           | 39"01 |                                          |
| 7         | 1      | Turchia       | Emre Zafer Barnes, Jak Ali Harvey, Kayhan Özer, Ertan Özkan              | 39"20 |                                          |
| -         | 5      | Germania      | Kevin Kranz, Joshua Hartmann, Owen Ansah, Lucas Ansah-Peprah             | dnf   |                                          |